# The Best Original Vol. 1
The Best Original Vol. 1 – siedemnasty album zespołu Top One wydany przez wytwórnię Polgram Plus 22 sierpnia 2002 roku. Album zawiera 16 utworów nagranych w oryginalnych wersjach.

## Lista utworów
| Nr. | Tytuł                                | Muzyka                | Słowa                |
| --- | ------------------------------------ | --------------------- | -------------------- |
| 1.  | Ciao Italia                          | Paweł Kucharski       | Jan Krynicz          |
| 2.  | Fred Kruger                          | Maciej Jamroz         | Jan Krynicz          |
| 3.  | Wejdziemy na top                     | Paweł Kucharski       | Jan Krynicz          |
| 4.  | Puerto Rico                          | Paweł Kucharski       | Jan Krynicz          |
| 5.  | Złudne prawdy                        | Paweł Kucharski       | Jan Krynicz          |
| 6.  | Coraz wyżej                          | Maciej Jamroz         | Jan Krynicz          |
| 7.  | To twoja gra                         | Dariusz Zwierzchowski | Jan Krynicz          |
| 8.  | Kiedyś...                            | Paweł Kucharski       | Sylwester Raciborski |
| 9.  | Serial zła                           | Paweł Kucharski       | Jan Krynicz          |
| 10. | Lonely Star                          | Dariusz Królak        | Jan Krynicz          |
| 11. | Wróć Yesterday (Italo Version 2002)  | Paweł Kucharski       | Jan Krynicz          |
| 12. | Chinatown                            | Paweł Kucharski       | Jan Krynicz          |
| 13. | Wiatr                                | twórcy ludowi         |                      |
| 14. | Złoty krążek                         | twórcy ludowi         |                      |
| 15. | Made in Poland                       | Paweł Kucharski       | Jan Krynicz          |
| 16. | Lśnienie gwiazd (Dance Version 2002) | Paweł Kucharski       | Zbigniew Bieniak     |

- Nagrań dokonano w Horhe Studio w Warszawie (luty - czerwiec 2002 roku)
- Realizacja: Dariusz Zwierzchowski i Paweł Kucharski

## Twórcy
- Paweł Kucharski - śpiew, instrumenty klawiszowe, gitary, aranżacje (utwory: 11, 15)
- Dariusz Zwierzchowski - instrumenty klawiszowe, chórki, aranżacja (utwór 16)
- Emil Jeleń - aranżacje (utwory: 1 - 10, 12 - 14)